# Chaetoderma scabrum
Chaetoderma scabrum är en blötdjursart som beskrevs av Heath 1911. Chaetoderma scabrum ingår i släktet Chaetoderma och familjen Chaetodermatidae. Inga underarter finns listade i Catalogue of Life.